# Fernando del Pulgar
Fernando del Pulgar (* vermutlich vor 1430 in der Region von Toledo; † vermutlich nach 1492; auch: Hernando del Pulgar) war Sekretär an iberischen Königshöfen, Botschafter und Chronist.

## Leben
Man weiß nicht sicher, wann und wo Fernando del Pulgar geboren wurde. Vermutlich kam er aber vor 1430 in der Region von Toledo als Sohn von Diego Rodríguez de Toledo Pulgar zur Welt. Es werden auch die Jahre 1425 bzw. 1436 als mögliche Geburtsjahre genannt. Wahrscheinlich war Fernando del Pulgar ein 'Converso' oder stammte zumindest von Konvertiten ab.
Er wuchs am Hof von König Johann II. auf und wurde später zum Sekretär von Heinrich IV. von Kastilien. Für diesen führte er auch diplomatische Aufträge aus.
Nach dem Tod von Heinrich IV. arbeitete er (wohl ab 1474) als Sekretär, Botschafter und schließlich auch als Chronist für Königin Isabella I., auch wenn er in den Jahren 1478–1482 nicht am Hof verweilte. Der Grund für den Rückzug aus dem öffentlichen Leben liegt wahrscheinlich darin, dass er sich durch Kritik an der Inquisition den Unmut einiger Personen zugezogen hatte.
Anscheinend hat er mit seiner großen und bedeutenden Chronik Crónica de los Reyes Católicos schon in der Zeit begonnen, als er noch vom königlichen Hof fernblieb. Darauf lassen jedenfalls Briefe schließen, die von den großen Taten der jeweiligen Absender berichten. Auch ein Brief von Fernando del Pulgar an die Königin aus dem Jahr 1482 kann hier angeführt werden, da er in diesem schon von seiner Crónica aber auch von seiner baldigen Rückkehr an den Hof schreibt.
Über seinen Tod weiß man nichts, doch aus seinen Werken (Crónica de los Reyes Católicos; Tratado de los Reyes de Granada) kann man schließen, dass er nach dem Jahr 1492 starb, da diese Texte noch von Ereignissen aus diesem Jahr wissen.

## Werke
- Crónica de los Reyes Católicos
- Tratado de los Reyes de Granada
- Crónica de los Señores Reyes Católicos Don Fernando y Doña Isabel de Castilla y Aragón
- Claros varones de Castilla